# HMS Brännaren (A228)
HMS Brännaren (A228) var ett svenskt tankfartyg. Fartyget byggdes av D.W. Kremer & Sohn, Elmshorn som M/T Indio 1965. Hon övertogs av den svenska flottan i mars 1972 och byggdes om 1973. Fartyget utrangerades 1992 och idag finns hennes skeppsklocka bevarad vid Marinmuseum i Karlskrona.